# Venus (Frenna)
Venus is een lied van de Nederlandse rapper Frenna in samenwerking met artiesten Ronnie Flex en Snelle. Het werd in 2020 als single uitgebracht en stond in hetzelfde jaar als zesde track op het album 't Album onderweg naar 'Het Album' van Frenna.

## Achtergrond
Venus is geschreven door Ronell Plasschaert, Francis Junior Edusei, Shafique Roman, Lars Bos en geproduceerd door Roman. Het is een nummer uit het genre nederhop. In het liefdeslied vertellen de liedvertellers dat zij zo veel van hun geliefde houden dat zij zelfs bereid zijn om naar een andere planeet (zoals Venus) te gaan om maar bij haar te zijn. Het lied werd uitgebracht als voorloper op het album 't Album onderweg naar 'Het Album' , dat twee weken na de single werd uitgebracht. De single heeft in Nederland de gouden status.
Het is de eerste keer dat de drie artiesten tegelijk op een lied te horen zijn. Onderling waren er wel al meerdere samenwerkingen. Zo stonden Frenna en Snelle al samen op Plankgas en Frenna en Ronnie Flex onder andere samen op Energie en Pull up. Ronnie Flex en Snelle werkten na Venus nog een keer samen; op In de schuur.

## Hitnoteringen
De artiesten hadden succes met het lied in Nederland. Het piekte op de negende plaats van de Single Top 100 en stond vijftien weken in deze hitlijst. De Top 40 werd niet bereikt; het lied bleef steken op de eerste plaats van de Tipparade.